# میمون شب آزارا
میمون شب آزارا (نام علمی: Aotus azarae) نام یک گونه از سرده میمون‌های شب است.